# دولان ۷۸۱۵
سیارک ۷۸۱۵ (به انگلیسی: 7815 Dolon، نامگذاری:1987QN) هفت هزار و هشتصد و پانزدهمین سیارک کشف شده‌است که در ۲۱ اوت ۱۹۸۷ کشف شد.
قدر مطلق سیارک برابر ۱۰٫۴۰ است.